# Pavetta mocambicensis
Pavetta mocambicensis är en måreväxtart som beskrevs av Cornelis Eliza Bertus Bremekamp. Pavetta mocambicensis ingår i släktet Pavetta och familjen måreväxter. Inga underarter finns listade i Catalogue of Life.